# Telostylinus longicoxa
Telostylinus longicoxa är en tvåvingeart som först beskrevs av Thomson 1869.  Telostylinus longicoxa ingår i släktet Telostylinus och familjen Neriidae. Inga underarter finns listade i Catalogue of Life.